# Шалений Будапешт (фільм, 2018)
«Шале́ний Будапе́шт» (фр. Budapest) — французька кінокомедія 2018 року режисера Ксав'є Жана. Прем'єра фільму в Україні відбулася 2 серпня 2018 року.

## Синопсис
Вінсент та Арно — два найкращих друга, які застрягли в рутині. Вінсент працює у міжнародній компанії, де його ніхто не поважає, а Арно знаходиться у залізних руках своєї дружини, яка, попри все, ще є і його босом.
Одного дня, на провальному парубочому вечорі їх спільного друга, Вінсент та Арно зустрічають стриптизерку з Угорщини, яка розповідає їм про запальні вечірки у Будапешті. У Арно виникає ідея створити компанію з організації холостяцьких тусовок у цьому місті розпусти та дешевого алкоголю.
Друзі залишають роботу, беруть гроші у кредит і розпочинають свою шалену подорож.

## У ролях
- Маню Пайєт — Вінсент
- Джонатан Коен — Арно
- Монс'є Пульп — Джорджіо
- Аліс Белаїді — Сесіль
- Алікс Пуассон — Одрі
- Ауд Легастелоїс — Хеді
- Тамар Барух — Мілена
- Томас Анкора — Роман

## Цікаві факти
- Сюжет фільму заснований на реальних подіях. Два друга Аурелієн Буд'є і Александер Мартуччі є засновниками організації, яка влаштовує абсолютно шалені вечірки. Для того, щоб поринути в атмосферу повного божевілля та відриву, деякі члени знімального майданчика були запрошені провести вихідні у Будапешті. Організація працює і досі.
- «Шалений Будапешт» — перший комедійний фільм Ксав'є Жана. До цього режисер спеціалізувався на фільмах жахів.
- В Угорщині фільм вийшов під назвою «Парубочій Будапешт» (угор. Legénybúcsú Bt.), у Росії — «Парубоцька вечірка в Європі» (рос. Мальчишник в Европе)[3].
- В українській озвучці головних героїв фільму озвучили Богдан Юсипчук (Вінсент), Анатолій Анатоліч (Арно) та Юлія Карпова (декілька жіночих ролей).

## Цитати з українського перекладу
- Арно! Тебе розсмішив Ляшко з коровами?[4]
- Не розумію, коли ти встиг відростити собі такі великі яйця! — Коли почав їсти «Растішку».
- І от уяви, вона — на мені, я — під нею. І вона тягне мене за волосся і мовчить. — Одрі?! — Ні, Борис Апрель! І каже: хочеш мою цицю?..